# Croatia Open Umag 2021 - Qualificazioni singolare
Le qualificazioni del singolare del Croatia Open Umag 2021 sono state un torneo di tennis preliminare per accedere alla fase finale della manifestazione. I vincitori dell'ultimo turno sono entrati di diritto nel tabellone principale. In caso di ritiro di uno o più giocatori aventi diritto, a questi sono subentrati i Lucky loser, ossia i giocatori che hanno perso nell'ultimo turno ma che avevano una classifica più alta rispetto agli altri partecipanti che avevano comunque perso nel turno finale.

## Teste di serie
1. Daniel Altmaier (qualificato)
2. Nikola Milojević (ultimo turno)
3. Blaž Rola (primo turno)
4. Alessandro Giannessi (qualificato)

1. Filip Horanský (qualificato)
2. Renzo Olivo (ultimo turno)
3. Thomas Fabbiano (primo turno)
4. Daniel Masur (primo turno)

### Qualificati
1. Daniel Altmaier
2. Filip Horanský

1. Andrea Collarini
2. Alessandro Giannessi

## Tabellone

### Legenda
| - Q = Qualificato - WC = Wild card - LL = Lucky loser | - ALT = Alternate - SE = Special Exempt - PR = Protected Ranking | - w/o = Walkover - r = Ritirato - d = Squalificato |

### Sezione 1
|  | Primo turno | Primo turno     | Primo turno     | Primo turno | Primo turno |  |  | Ultimo turno | Ultimo turno    | Ultimo turno | Ultimo turno | Ultimo turno |  |
|  |             |                 |                 |             |             |  |  |              |                 |              |              |              |  |
|  | 1           | Daniel Altmaier | 2               | 6           | 6           |  |  |              |                 |              |              |              |  |
|  | Alt         | Flavio Cobolli  | 6               | 3           | 1           |  |  | 1            | Daniel Altmaier | 3            | 6            | 6            |  |
|  | WC          | Matija Pecotic  | Matija Pecotic  | 7           | 6           |  |  | WC           | Matija Pecotic  | 6            | 4            | 3            |  |
|  | 7           | Thomas Fabbiano | Thomas Fabbiano | 5           | 2           |  |  |              |                 |              |              |              |  |

### Sezione 2
|  | Primo turno | Primo turno      | Primo turno      | Primo turno | Primo turno |  |  | Ultimo turno | Ultimo turno     | Ultimo turno     | Ultimo turno | Ultimo turno |  |
|  |             |                  |                  |             |             |  |  |              |                  |                  |              |              |  |
|  | 2           | Nikola Milojević | Nikola Milojević | 6           | 7           |  |  |              |                  |                  |              |              |  |
|  |             | Lukáš Rosol      | Lukáš Rosol      | 4           | 5           |  |  | 2            | Nikola Milojević | Nikola Milojević | 2            | 2            |  |
|  | WC          | Hamad Medjedovic | 4                | 7           | 1           |  |  | 5            | Filip Horanský   | Filip Horanský   | 6            | 6            |  |
|  | 5           | Filip Horanský   | 6                | 62          | 6           |  |  |              |                  |                  |              |              |  |

### Sezione 3
|  | Primo turno | Primo turno      | Primo turno      | Primo turno | Primo turno |  |  | Ultimo turno | Ultimo turno     | Ultimo turno | Ultimo turno | Ultimo turno |  |
|  |             |                  |                  |             |             |  |  |              |                  |              |              |              |  |
|  | 3           | Blaž Rola        | Blaž Rola        | 4           | 2           |  |  |              |                  |              |              |              |  |
|  |             | Vitaliy Sachko   | Vitaliy Sachko   | 6           | 6           |  |  |              | Vitaliy Sachko   | 7            | 2            | 4            |  |
|  |             | Andrea Collarini | Andrea Collarini | 6           | 6           |  |  |              | Andrea Collarini | 64           | 6            | 6            |  |
|  | 8           | Daniel Masur     | Daniel Masur     | 1           | 1           |  |  |              |                  |              |              |              |  |

### Sezione 4
|  | Primo turno | Primo turno          | Primo turno          | Primo turno | Primo turno |  |  | Ultimo turno | Ultimo turno         | Ultimo turno         | Ultimo turno | Ultimo turno |  |
|  |             |                      |                      |             |             |  |  |              |                      |                      |              |              |  |
|  | 4           | Alessandro Giannessi | Alessandro Giannessi | 6           | 7           |  |  |              |                      |                      |              |              |  |
|  |             | Rudolf Molleker      | Rudolf Molleker      | 3           | 5           |  |  | 4            | Alessandro Giannessi | Alessandro Giannessi | 7            | 6            |  |
|  | Alt         | Nerman Fatic         | Nerman Fatic         | 3           | 1           |  |  | 6            | Renzo Olivo          | Renzo Olivo          | 65           | 1            |  |
|  | 6           | Renzo Olivo          | Renzo Olivo          | 6           | 6           |  |  |              |                      |                      |              |              |  |